# 第110師団 (日本軍)
第110師団（だいひゃくじゅうしだん）は、大日本帝国陸軍の師団の一つ。

## 沿革
- 日中戦争勃発後の1938年（昭和13年）6月16日：姫路で留守第10師団の担当で編成された特設師団である。

編成後、直ちに華北に派遣北支那方面軍戦闘序列に編入され、北京付近の警備に当たるとともに京漢線沿線の治安作戦に従事した。
太平洋戦争開戦後も北支那方面軍隷下華北に在りこの方面のさまざまな作戦に参加した。
- 1942年（昭和17年）5月7日[1]：三単位編制に改編された[2]。
  - 歩兵第108旅団司令部と歩兵第140連隊を抽出。歩兵第108旅団司令部は第71歩兵団司令部に改編の上、関東軍の新編成第71師団に転用。
  - 歩兵第133旅団司令部は第110歩兵団司令部（第110師団隷下）に改編。

- 1944年（昭和19年）3月：第12軍戦闘序列に編入大陸打通作戦第一段の京漢作戦に参加、洛陽を攻略し占領後警備に当たる。
- 1945年（昭和20年）4月：老河口作戦で飛行場破壊作戦に従事し、作戦終了後洛陽に戻り、同地で終戦を迎えた。

## 師団概要

### 歴代師団長
- 桑木崇明 中将：1938年（昭和13年）6月18日 - 1939年12月1日[3]
- 飯沼守 中将：1939年（昭和14年）12月1日 - 1942年8月1日[4]
- 林芳太郎 中将：1942年（昭和17年）8月1日 - 1944年7月18日[5]
- 木村経広 中将：1944年（昭和19年）7月18日 - 終戦[6]

### 参謀長
- 岩永汪 歩兵大佐：1938年（昭和13年）7月1日 - 1939年8月1日[7]
- 松田巌 中佐：1939年（昭和14年）8月1日 - 1940年12月2日[8]
- 中村三郎 中佐：1940年（昭和15年）12月2日 - 1943年6月10日[9]
- 末永光夫 大佐：1943年（昭和18年）6月10日[10] - 1945年2月26日[11]
- 山本三四郎 大佐：1945年（昭和20年）2月26日 - 終戦[12]

### 最終所属部隊
- 歩兵第110連隊（岡山）：中村武男大佐
- 歩兵第139連隊（姫路）：槇林太夫大佐
- 歩兵第163連隊（松江）：河野又四郎大佐
- 第110師団砲兵隊
- 第110師団工兵隊：願念仙一大尉
- 第110師団輜重隊：尾崎真三大尉
- 第110師団通信隊：野村豊大尉
- 第110師団第1野戦病院：清水三郎軍医少佐
- 第110師団第2野戦病院：島義仁軍医大尉
- 第110師団病馬廠：清水保寛獣医大尉